# Жуковский, Александр Петрович
Алекса́ндр Петро́вич Жуко́вский (6 октября 1979, Бобруйск) — белорусский гребец-каноист, выступает за сборную Белоруссии с 2001 года. Участник трёх летних Олимпийских игр, чемпион Европы, призёр чемпионатов мира, победитель этапов Кубка мира и национальных первенств. На соревнованиях представляет Могилёвскую область, мастер спорта международного класса.

## Биография
Александр Жуковский родился 6 октября 1979 года в Бобруйске, Могилёвская область. Активно заниматься греблей начал в местной специализированной детско-юношеской школе олимпийского резерва, проходил подготовку под руководством тренеров Н. Н. Банько и П. Ф. Яновского. Позже присоединился к спортивному обществу «Динамо». Первого серьёзного успеха добился в 2001 году, когда впервые вошёл в основной состав национальной сборной, дебютировал на Кубке мира, выступил на чемпионате Европы в Милане и побывал на чемпионате мира в Познани, откуда привёз медаль серебряного достоинства — с каноэ-четвёркой занял второе место в гонке на 1000 метров. Год спустя поднялся в рейтинге каноистов мирового кубка с двадцать восьмого места на шестое, был финалистом европейского первенства в Сегеде, выиграл бронзовую медаль на мировом первенстве в Севилье, среди четвёрок на километровой дистанции. Тем самым выполнил норматив мастера спорта международного класса.
В 2004 году вместе с белорусским четырёхместным экипажем Жуковский получил две бронзовые награды на чемпионате Европы в Познани (500 и 1000 м) и благодаря череде удачных выступлений удостоился права защищать честь страны на летних Олимпийских играх в Афинах. Участвовал здесь в программах одиночек на полукилометровой и километровой дистанциях, в первом случае сумел пробиться в финал и в решающей гонке финишировал четвёртым, тогда как во втором остановился на стадии полуфиналов.
На чемпионате Европы 2005 года в Познани добыл бронзу в дисциплине С-1 1000 м, в то время как на первенстве мира в Загребе получил такую же медаль в зачёте С-4 200 м. В следующем сезоне взял серебро на европейском первенстве в Рачице, с четвёркой в полукилометровом заплыве, и добился очередной бронзы на чемпионате мира в Сегеде, с четвёркой в километровой гонке. 2007 год получился одним из наиболее удачных в его карьере, поскольку на первенстве Европы в испанской Понтеведре ему наконец удалось выиграть медаль высшего достоинства — в составе каноэ-четвёрки Жуковский обошёл всех соперников на полукилометровой дистанции и заслужил звание чемпиона континента. Через год выиграл бронзу 200 метров на европейском чемпионате в Милане и прошёл квалификацию на Олимпиаду 2008 года в Пекин. Как и четыре года назад, соревновался с одиночными каноэ в гонках на 500 и 1000 метров, на этот раз вышел в финальную стадию в обеих дисциплинах и в обеих дисциплинах пришёл к финишу пятым.
После пекинской Олимпиады в карьере Жуковского наступил некоторый спад, он выиграл несколько медалей на различных этапах Кубка мира, однако затем надолго выбыл из основного состава белорусской национальной команды и не принимал участия в крупнейших международных соревнованиях. В 2011 году он вновь прошёл отбор в сборную, выступил на первенствах мира и Европы, занял одиннадцатое место в общем зачёте каноистов Кубка мира. Подтвердив звание одного из лидеров команды, отправился на Олимпийские игры 2012 года в Лондон. На сей раз участвовал только в одной дисциплине, в гонке одиночек на тысячу метров — с четвёртого места пробился в финал и финишировал в итоге на седьмой позиции. В настоящее время продолжает спортивную карьеру, остаётся действующим каноистом, в частности, на последнем чемпионате Европы в португальском городе Монтемор-у-Велью показал восьмой результат в одиночной программе на 1000 метров.
Ныне вместе с семьёй проживает в Бобруйске, есть жена Екатерина и дочь Анна. Имеет высшее образование, в 2009 году окончил Белорусский государственный университет физической культуры. Помимо основной деятельности в спорте высших достижений, является спортсменом-инструктором Министерства спорта и туризма Республики Беларусь. Проходил военную службу в спортивной команде ВВ МВД РБ, старший лейтенант.